# Rafael Búcaro
Rafael Búcaro Ruano (Santa Tecla; 18 de julio de 1948) es un exfutbolista salvadoreño que jugaba como delantero. Es hermano del quién también fue futbolista Jorge Búcaro.

## Clubes
| Club               | País        | Año       |
| ------------------ | ----------- | --------- |
| Adler              | El Salvador | 1967-1972 |
| Municipal          | Guatemala   | 1972-1973 |
| Platense Municipal | El Salvador | 1973-1976 |
| Universidad        | El Salvador | 1976-1981 |
| Once Municipal     | El Salvador | 1981-1983 |

## Palmarés

### Títulos nacionales
| Título           | Equipo             | País        | Año     |
| ---------------- | ------------------ | ----------- | ------- |
| Segunda División | Platense Municipal | El Salvador | 1973-74 |
| Primera División | Platense Municipal | El Salvador | 1974-75 |

### Títulos internacionales
| Título                           | Equipo             | País        | Año  |
| -------------------------------- | ------------------ | ----------- | ---- |
| Copa Fraternidad Centroamericana | Platense Municipal | El Salvador | 1975 |